# Horngrund

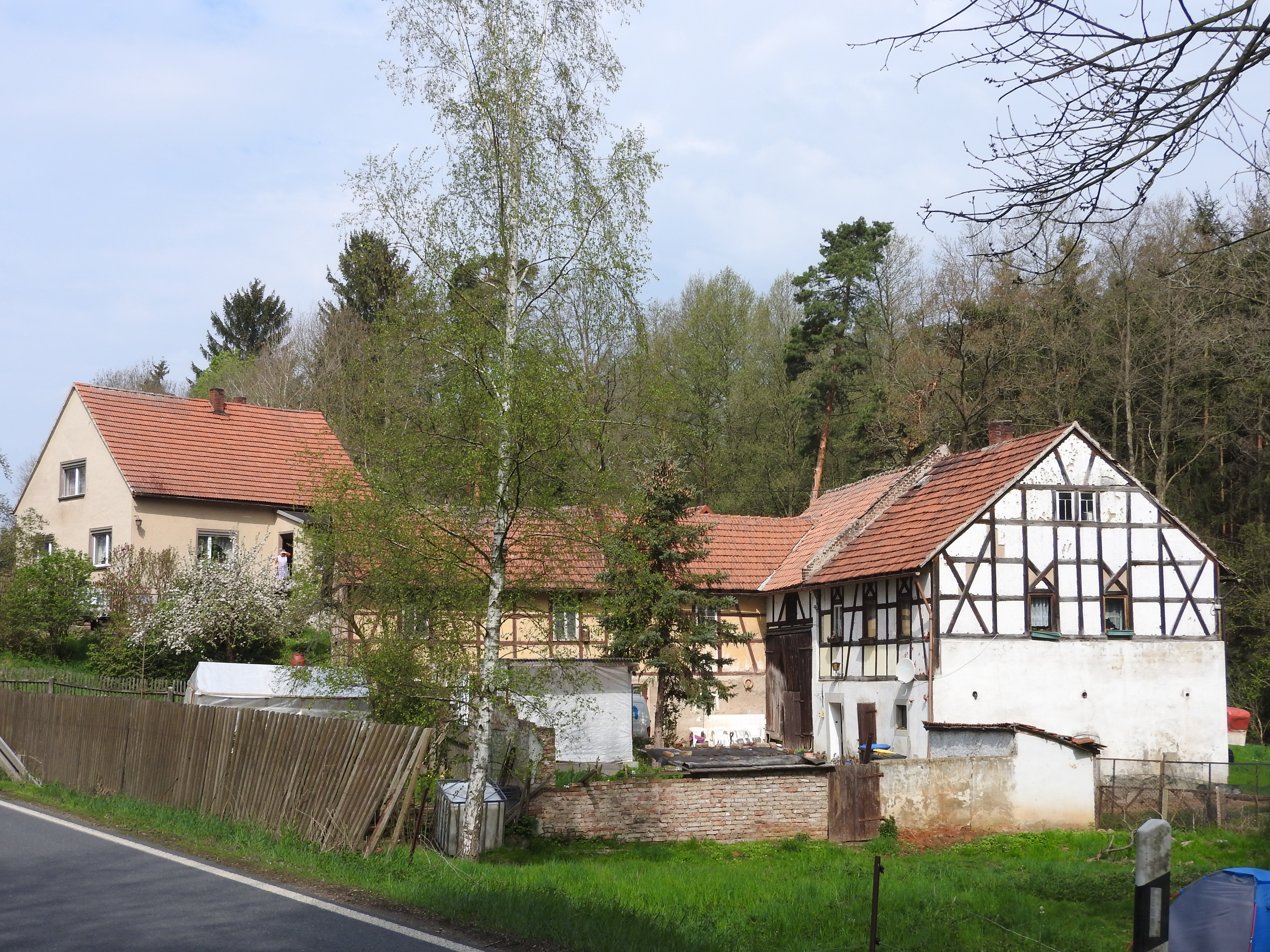
Ortslage

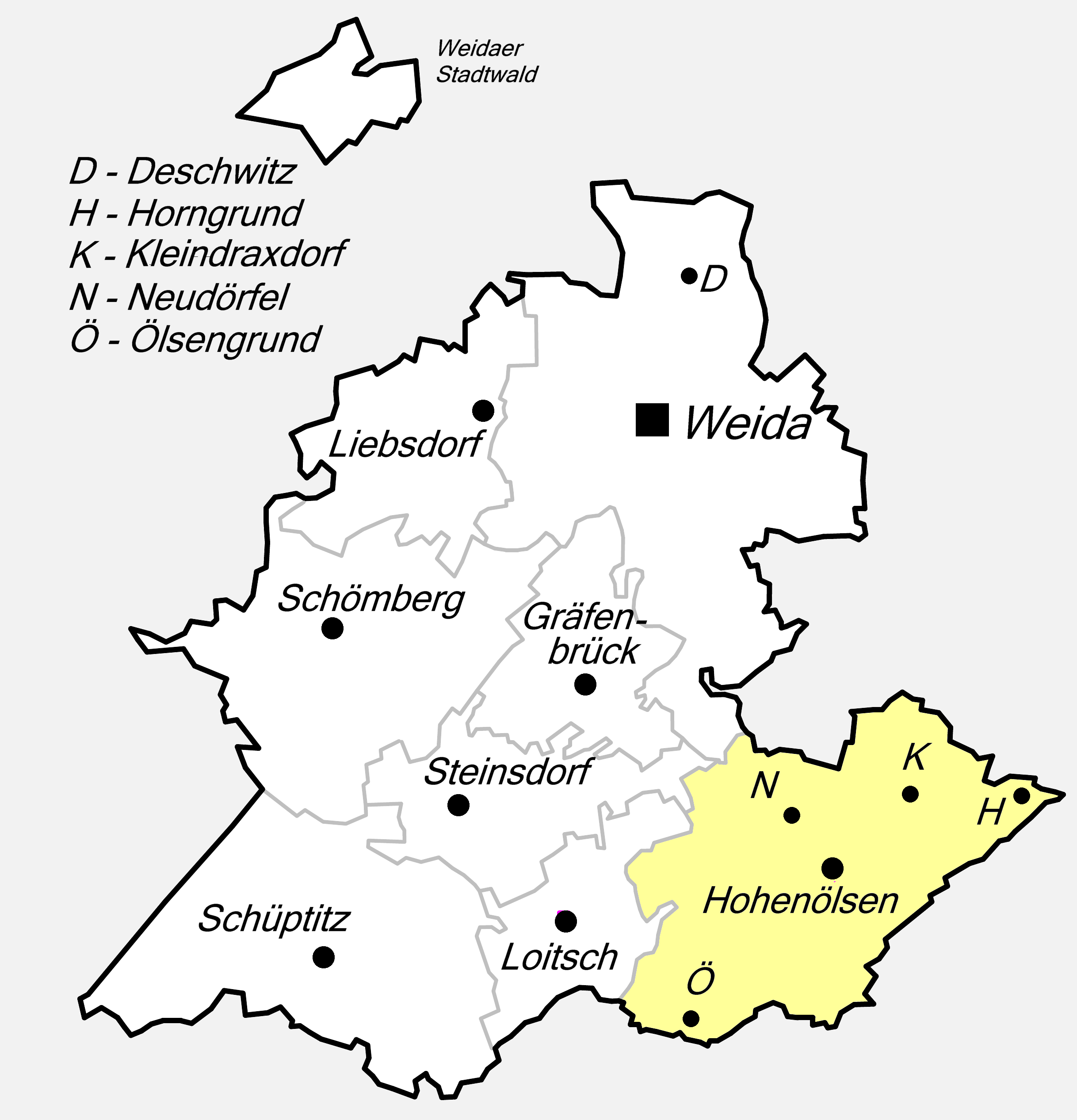
Lage der Ortschaften des Ortsteils Hohenölsen

Horngrund ist ein aus zwei Wohnhäusern bestehendes Anwesen im östlichen Zipfel des Ortsteiles Hohenölsen in der Stadt Weida im Landkreis Greiz in Thüringen.

## Lage
Der Harnbach ist ein linker Nebenfluss der Weißen Elster und entwässert den Talgrund von Hohenölsen bis Clodra.
Horngrund liegt direkt an der Landesstraße 1083, etwa einen Kilometer westlich von Dittersdorf. Dicht neben den beiden Häusern verläuft eine Hochspannungsleitung.

## Geschichte
Nach 1890 wurde an einem schmalen Feldstreifen zwischen der Hauptstraße und dem Harnbach eine für den lokalen Baustoffbedarf bestimmte Tongrube angelegt und eine Ziegelei erbaut. Direkt neben der Ziegelei wurden nach 1910 erste Häuser für die Arbeiter erbaut, diese Gebäude wurden ursprünglich als „Harnhäuser“ bezeichnet, abgeleitet vom „Harngrund“. Die Bewohner  fürchteten wohl verspottet zu werden, daher erfolgte später mit amtlicher Zustimmung die Umwandlung des Ortsnamens in „Horngrund“.
Am 31. Dezember 2013 wurde Horngrund, durch Hohenölsens Eingemeindung nach Weida, ebenfalls zu einem Ortsteil dieser Stadt.